# 小女奴
《小女奴》（瑞典語：Den lilla slafvinnan），是芬兰作曲家伯恩哈德·亨里克·克鲁塞尔创作的瑞典语歌剧，于1824年在斯德哥尔摩首演，剧本由法国人Guilbert Pixérécourt编写。此歌剧是由芬兰人创作的首部歌剧，为浪漫主义歌剧，其剧情基于阿里巴巴和四十大盗。
《小女奴》出现在斯德哥尔摩皇家剧院1824至1838年的节目单里，总共演出过34次。